# NGC 2602
NGC 2602 (również PGC 24099) – galaktyka spiralna (S), znajdująca się w gwiazdozbiorze Wielkiej Niedźwiedzicy. Odkrył ją John Herschel 16 lutego 1831 roku.